# Табиру
Табиру — царица царства Куш XXV династии египетских фараонов (Нубийская династия). Табиру была дочерью фараона Алара и его жены Касага (захоронение, возможно, в Эль-Курру K.23), и женой фараона Пианхи. Её официальные титулы включали: Главная Жена Фараона (hmt niswt 'at tpit n hm.f, кроме неё единственной королевой носившей такой же титул была Нефертити), Её Иноземное Величество (ta-aat-khesut). Кроме этих основных титулов Табиру упоминается как Царица (hmt niswt), Принцесса (s3t niswt) и Царская Сестра (snt niswt).
Вероятное захоронение королевы Табиру — Эль-Курру K.53. Могильная стела, найденная в захоронении K.53, называет Табиру дочерью фараона Алара и женой фараона Пианхи. Эта стела в настоящее время хранится в музее Хартума. Джордж Рейснер первоначально ошибочно перевёл её титул как «королева из Темеху (южная Ливия)». Это дало ему основания предположить связи королевского дома царства Куш с династиями Ливии. Эта ошибка была исправлена в работе D. M. Dixon.
Известна синяя фаянсовая фигурка королевы Табиру ушебти, выставленная в Музее Египетской Археологии Питри (англ. Petrie Museum of Egyptian Archaeology), UC13220 — музей является частью Университетского колледжа Лондона.